# Aldis Ellertsdottir Hoff
Aldis Ellertsdottir Hoff, född 10 december 1972 i Reykjavik, är en isländsk konstnär verksam i Sverige. 

## Biografi
Aldis Ellertsdottir Hoff studerade vid Konsthögskolan vid Umeå universitet 2002–2007 där hon tog en magisterexamen i fri konst.
Aldis Hoff arbetar med performance, fotografi och installationer i olika former. Hennes arbete har hittills kännetecknas av frånvaron av objekt där innehållet, interaktionen eller berättelsen varit i centrum istället.
Aldis Ellertsdottir Hoff finns representerad i Linköpings och Norrköpings kommun

## Utställningar i urval
- 2019 - Where the fuck is Wittgenstein when you need him? [3]- Passagen Konsthall Linköping[5]
- 2015 - Map of the new art, FONDAZIONE GIORGIO CINI, Venedig[6]
- 2015 Fängelset Norrköping Cell[7]
- 2013 - Galleri Skådebanan-Linköping[8]
- 2011- Avtryck- Nordanrå Konsthall Skellefteå[9]
- 2011- Sfitjod Verkstad Konsthall Norrköping[10]
- 2007- Östgöte eller ej, Konstmuseet i Norrköping[10]
- 2007- Projekt 07: Avgångsutställning Umeå Konsthögskola, Bildmuseet, Umeå universitet [11].

## Publikationer
- Sweden: Archive of Visions and Actions[12]
- Den nya arbetsplatskonstföreningen[13]
- Konst i arbete[14]

## Stipendier och utmärkelser i urval
| Stipendium / Utmärkelse                 | År   |
| --------------------------------------- | ---- |
| Konstnärsnämnden, 1 årigt stipendium    | 2014 |
| Rejmyre Art Lab                         | 2012 |
| Östgöta konstförening                   | 2007 |
| Konstnärstiftelsen vid Umeå Universitet | 2007 |
| Fredrika Bremer Studiefond              | 2007 |
| Irisstipendiet                          | 2007 |
| Jc Kempes minnesfond                    | 2006 |